# LAV (пиво)
LAV (укр. ЛЕВ) — сербська торговельна марка пива, що належить компанії Carlsberg Srbija, регіональному представнику одного з найбільших виробників пива у світі корпорації Carlsberg Group. Пиво цієї торговельної марки виробляється на пивоварному заводі компанії у селищі Челарево Південно-Бацького округу автономного краю Воєводина. 
Друга за ринковою часткою торговельна марка на сербському ринку пива після торговельної марки Jelen Pivo, яка належить міжнародному холдингу Starbev. 2006 року зайняла друге місце у конкурсі найкращих торговельних марок Сербії.

## Історія

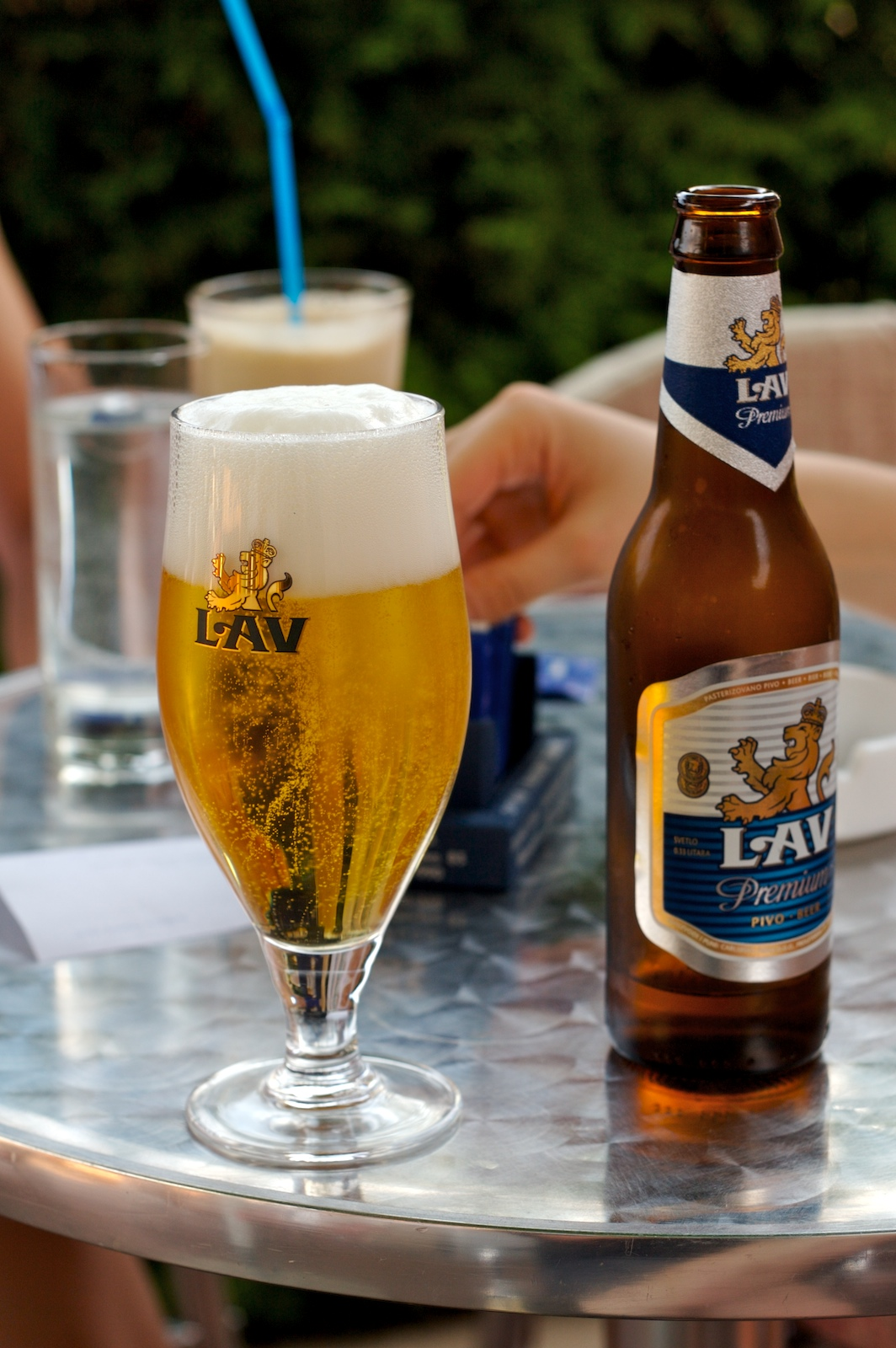
Пиво LAV у фірмовому келиху

Броварня у Челарево почала варити пиво 1892 року як приватне підприємство родини місцевих аристократів Дунджерських та мала початкову виробничу потужність у 100 тисяч декалітрів пива на рік.
Суттєвого розвитку пивоваріння у Челареві зазнало вже після Другої Світової війни, коли броварню було націоналізовано урядом новоствореної СФРЮ. Поступово з маленької місцевої пивоварні підприємство стало одним з провідних виробників пива у країні. Масштабні роботи з розширення і модернізації виробництва були зокрема проведені у першій половині 1970-х та на початку 1980-х.
Від самого початку виробництва пиво броварні випускалося під торговельною назвою ČIB, згодом асортимент було розширено новимо торговельними марками, у тому числі, в рамках співробітництва з німецькою броврнею «Löwenbräu», — пивом однойменної торговельної марки, яке випускалося за ліцензією. Пиво німецької торговельної марки отримало велику популярність на югославському ринку і після завершення терміну дії ліцензійної угоди керівництво броварні вирішило вивести на заміну німецького «левового пива» Löwenbräu власний «левовий» бренд LAV. Пізніше контроль над броврнею у Челарево отримала міжнародна пивоварна група данського походження Carlsberg Group, яка започаткувала випуск на її виробничих потужностях пива своїх міжнародних торговельних марок Carlsberg, Tuborg та Holsten. LAV стала єдиною локальною торговельною маркою, пиво якої продовжує випускатися компанією Carlsberg Srbija.

## Спонсорська діяльність
Пиво LAV є офіційним пивом збірної Сербії з футболу. З 2007 року торговельна марка стала титульним спонсором розіграшів Кубка Сербії з футболу, який з того часу має офіційну назву «LAV Кубок Сербії з футболу» (серб. Лав куп Србије).

## Асортимент пива
Наразі під торговельною маркою LAV виробляються два сорти пива:
- LAV Pivo — світле пиво з вмістом алкоголю 5,0% та густиною 11,4%; розливається у пляшки і банки 0,33 та 0,5 л, пластикові пляшки 0,5 та 2,0 л, а також кеги 30 та 50 л.
- LAV 7 — світле міцне пиво з вмістом алкоголю 7,2% та густиною 16,2%; розливається у пляшки 0,33 та 0,5 л, а також банки. Виробляється з 2007 року.

У минулому також вироблялися сорти LAV Premium та LAV Tamno (темне).